# Fédération française des salons du livre
La Fédération française des salons du livre (FFSL) est une association qui regroupe les organisateurs de salons du livre. Son rôle consiste à développer les salons du livre en France, et à établir un lien entre les auteurs et les organisateurs de ces salons. Elle est présidée par l’écrivain Michel Ruffin ; son président d'honneur est l’écrivain français d’origine soviétique Vladimir Fédorovski. 